# Báo lửa
Báo lửa (danh pháp khoa học: Catopuma temminckii) hay còn gọi là beo vàng châu Á hay Kim miêu, beo lửa (tiếng Anh: Asian Golden Cat) là một loài động vật ăn thịt thuộc họ Mèo có kích thước trung bình (dài 90 cm, cộng với đuôi dài 50 cm) cân nặng 12 đến 16 kg, chủ yếu sống hoang dã. Trong điều kiện giam cầm báo lửa sống tới 20 năm, nhưng tuổi thọ trung bình của chúng trong tự nhiên thì có lẽ ngắn hơn nhiều. Lông của chúng chủ yếu có màu đỏ đậm như lông cáo hay màu nâu vàng, nhưng cũng có thể có màu đen hay xám. Thông thường, lớp lông của chúng trơn một màu, nhưng phía dưới có thể có đốm, và thỉnh thoảng có những điểm đốm mờ trên toàn bộ phần lông. Tuy nhiên, tại Trung Quốc còn có các sắc thái màu khác có đốm giống như báo hoa mai, làm nó nhìn như giống mèo Bengal. Lớp lông đốm này là tính trạng lặn (trong di truyền học có nghĩa là khi cho giao phối báo lửa đốm với báo lửa trơn thì con cái của chúng có lông trơn).

## Phân bố và nơi sống
Báo lửa sinh sống trong khu vực Đông Nam Á, phổ biến từ Tây Tạng và Nepal tới miền nam Trung Quốc và Sumatra. Chúng ưa thích sống trong rừng tiếp giáp với những khu vực núi đá, và chúng còn được tìm thấy trong những cánh rừng lá xanh quanh năm cận nhiệt đới hay rừng mưa nhiệt đới. Đôi khi người ta cũng tìm thấy chúng sống trong những khu vực có địa hình bằng phẳng, rộng rãi. Cao độ phân bố của chúng là từ những vùng đất thấp tới 3.000 mét ở Himalaya.

## Tập tính
Người ta không biết nhiều về chúng ngoài việc chúng là động vật ăn thịt hay lẩn tránh con người, và phần lớn những điều người ta biết là khi chúng bị giam cầm. Các quan sát trước đây cho rằng chúng là loài ăn đêm, nhưng các nghiên cứu gần đây  trên hai con báo lửa cho thấy các kiểu hoạt động săn mồi khác nhau. Người ta cũng cho rằng chúng sống đơn lẻ. Về mặt âm học, chúng có thể rít lên, phun phì phì, kêu meo meo, kêu gừ gừ hay gầm gừ. Các biện pháp liên lạc giữa chúng với nhau trong điều kiện giam cầm còn có việc đánh dấu lãnh thổ bằng mùi, phun nước tiểu, cào vào thân và gốc cây bằng vuốt cũng như cọ đầu vào các vật thể khác nhau.

### Tập tính săn mồi
Báo lửa thích săn mồi dưới đất, nhưng khi cần thiết chúng vẫn trèo cây. Khi đi săn chúng sử dụng các phương thức tấn công của một con mèo điển hình. Chúng săn chủ yếu là chim, thằn lằn, động vật gặm nhấm, các loài động vật có vú nhỏ, và thỉnh thoảng cả những con hươu hay nai non, và rất thích nghi với các loại thức ăn kể trên. Báo lửa được coi là đi săn thành đôi khi săn đuổi những con mồi lớn. Trong điều kiện bị giam cầm, chúng nhổ lông của các con chim lớn trước khi ăn thịt. Người ta cũng quan sát thấy chúng dọn dẹp thức ăn, một hành vi không có ở họ Mèo nói chung. Thỉnh thoảng chúng cũng săn mồi ở gần khu vực người sinh sống hay các loại gia cầm.

### Sinh sản
Mọi điều về sinh sản của báo lửa là theo các quan sát trong điều kiện giam cầm. Chúng trưởng thành khi có độ tuổi từ 1,5 đến 2 năm tuổi. Thời gian mang thai kéo dài khoảng 80 ngày; mỗi lần đẻ thông thường chỉ có một con. Con non được sinh ra trong các lỗ hổng trên cây, kẽ nứt đá và có thể trong các lỗ hổng và các nơi có chỗ ẩn nấp dưới đất. Da của con non là dày hơn và sẫm hơn, nhưng màu lông thì chúng duy trì cho đến tận cuối đời. Dựa trên những gì quan sát được trong điều kiện giam cầm, người ta cho rằng con bố đóng vai trò quan trọng trong việc nuôi dạy con cái.

## Huyền thoại
Ở một số khu vực của Thái Lan báo lửa được gọi là seua fai ("hổ lửa"). Theo truyền thuyết của khu vực này thì việc đốt lông của báo lửa sẽ làm cho hổ phải tránh xa hay loài ăn thịt cũng có hiệu ứng tương tự. Tộc người Karen còn tin rằng chỉ cần mang theo người một sợi lông báo lửa cũng đủ để dọa hổ. Rất nhiều người bản địa tin rằng báo lửa rất hung tợn, nhưng trong điều kiện giam cầm nhận biết được chúng rất lặng lẽ và dễ điều khiển.

## Các phân loài
Có ba phân loài được biết là:
- Catopuma temminckii temminckii, Himalaya, Đông Nam Á, Sumatra
- Catopuma temminckii dominicanorum, đông nam Trung Quốc
- Catopuma temminckii tristis, tây nam Trung Quốc

## Bảo tồn
Quần thể chính xác của báo lửa là không rõ, nhưng chúng được liệt kê trong "CITES: Phụ lục I" và là "Nguy cấp" theo Sách đỏ IUCN và Việt Nam. Con người săn bắt chúng để lấy lông và ngày càng tăng lên để lấy xương phục vụ cho y học cổ truyền Trung Quốc. Tuy nhiên, rủi ro lớn nhất đối với chúng là sự tàn phá môi trường sống.
Hiện một số con báo lửa được nuôi trong các vườn thú (trong đó có Thảo cầm viên), nhưng chúng sinh đẻ rất kém. Năm 2005, Việt Nam được chọn là nơi giữ sổ cái (studbook keeper), sẽ nắm lý lịch, theo dõi và quản lý số lượng báo lửa, điều phối các hoạt động trao đổi của các loài báo lửa đang được nuôi nhốt ở các vườn thú thuộc khu vực Đông Nam Á.